# Stimmkreis Landshut
Der Stimmkreis Landshut (Stimmkreis 204) ist ein Stimmkreis in Niederbayern. Er umfasst die kreisfreie Stadt Landshut sowie die Stadt Rottenburg a.d.Laaber und die Gemeinden Adlkofen, Altdorf, Bayerbach b.Ergoldsbach, Bruckberg, Buch a.Erlbach, Eching, Ergolding, Ergoldsbach, Essenbach, Furth, Hohenthann, Kumhausen, Neufahrn i.NB, Obersüßbach, Pfeffenhausen, Tiefenbach, Weihmichl des Landkreises Landshut. Wahlberechtigt waren bei der Landtagswahl 2018 125.480 Einwohner.

## Landtagswahl 2023
Zur Landtagswahl 2023 traten folgende Parteien und Direktkandidaten im Stimmkreis Landshut an und erzielten folgende Ergebnisse:
| Nr. | Direktkandidat   | Partei       | Erststimmen in % | Gesamtstimmen in % | +/- Gesamtstimmen ggü. 2018 in %-P |
| --- | ---------------- | ------------ | ---------------- | ------------------ | ---------------------------------- |
| 1   | Helmut Radlmeier | CSU          | 24,8             | 26,9               | −1,9                               |
| 2   | Johannes Hunger  | GRÜNE        | 11,2             | 11,4               | −3,9                               |
| 3   | Hubert Aiwanger  | FREIE WÄHLER | 37,2             | 32,5               | +8,9                               |
| 4   | Bernhard Kranich | AfD          | 12,3             | 14,0               | +3,0                               |
| 5   | Ruth Müller      | SPD          | 7,0              | 6,6                | −0,2                               |
| 6   | Michael Deller   | FDP          | 2,7              | 3,0                | −2,6                               |
| 7   | Dennis Neubert   | DIE LINKE    | 1,1              | 1,3                | −1,1                               |
| 8   | Robert Neuhauser | BP           | 1,1              | 1,1                | −1,4                               |
| 9   | Lorenz Heilmeier | ÖDP          | 1,9              | 2,2                | +0,6                               |
| 10  | Dominik Maier    | V-Partei³    | 0,7              | 0,6                | +0,5                               |
| 11  | –                | dieBasis     | -                | 0,4                | +0,4                               |

Neben dem erstmals direkt gewählten Hubert Aiwanger (FW) wurde auch die SPD-Kandidatin Ruth Müller über die Bezirksliste ihrer Partei in den Landtag gewählt.

## Wahl 2018
Die Landtagswahl 2018 hatte folgendes Ergebnis:
| Direktkandidat         | Partei           | Erststimmen in % | Gesamtstimmen in % | +/- Gesamtstimmen ggü. 2013 in %-P |
| ---------------------- | ---------------- | ---------------- | ------------------ | ---------------------------------- |
| Helmut Radlmeier       | CSU              | 27,8             | 28,8               | - 15,1                             |
| Ruth Müller            | SPD              | 7,1              | 6,8                | - 6,4                              |
| Hubert Aiwanger        | Freie Wähler     | 25,0             | 23,6               | + 4,0                              |
| Rosi Steinberger       | GRÜNE            | 15,1             | 15,3               | + 6,1                              |
| Norbert Hoffmann       | FDP              | 5,6              | 5,6                | + 1,9                              |
| Stefan Hemmann         | LINKE            | 2,5              | 2,4                | + 0,8                              |
| Robert Neuhauser       | BP               | 2,4              | 2,5                | - 0,9                              |
| Marie-Sophie Vogel     | ÖDP              | 1,4              | 1,6                | - 0,8                              |
| -                      | PIRATEN          | -                | 0,2                | - 1,5                              |
| Günter Straßberger     | AfD              | 11,0             | 11,0               | + 11,0                             |
| Maximilian Geisel      | mut              | 1,0              | 1,0                | + 1,0                              |
| Bernd Joseph Seidemann | Tierschutzpartei | 1,1              | 1,1                | + 1,1                              |
| -                      | V-Partei³        | -                | 0,1                | + 0,1                              |

Neben dem direkt gewählten Stimmkreisabgeordneten Helmut Radlmeier (CSU) wurden die SPD-Kandidatin Ruth Müller, der FW-Kandidat Hubert Aiwanger und die Grünen-Kandidatin Rosi Steinberger über die Bezirkslisten ihrer jeweiligen Partei in den Landtag gewählt.

## Wahl 2013
Bei der Landtagswahl 2013 waren im Stimmkreis 122.995 Einwohner wahlberechtigt. Die Wahl hatte folgendes Ergebnis:
| Direktkandidat           | Partei       | Erststimmen in % | Gesamtstimmen in % | +/- Gesamtstimmen ggü. 2008 in %-P. |
| ------------------------ | ------------ | ---------------- | ------------------ | ----------------------------------- |
| Helmut Radlmeier         | CSU          | 42,2             | 43,9               | + 2,2                               |
| Ruth Müller              | SPD          | 13,7             | 13,2               | + 1,3                               |
| Hubert Aiwanger          | Freie Wähler | 20,2             | 19,5               | + 1,3                               |
| Rosi Steinberger         | GRÜNE        | 9,2              | 9,3                | - 0,5                               |
| Dietrich von Gumppenberg | FDP          | 4,2              | 3,7                | - 5,0                               |
| Reinhard Zisler          | LINKE        | 1,6              | 1,6                | - 2,3                               |
| Lorenz Heilmeier         | ÖDP          | 2,5              | 2,4                | + 0,2                               |
| Dietmar Viertel          | REP          | 0,5              | 0,5                | - 0,3                               |
| Richard Prentner         | NPD          | 0,8              | 0,8                | - 0,2                               |
| Hans-Jürgen Müller       | BP           | 3,3              | 3,4                | + 2,2                               |
| Matthias Zehe            | PIRATEN      | 1,7              | 1,7                | + 1,7                               |

## Wahl 2008
Bei der Landtagswahl 2008 waren im Stimmkreis 120.225 Einwohner wahlberechtigt. Die Wahl hatte folgendes Ergebnis:
| Direktkandidat           | Partei       | Erststimmen in % | Gesamtstimmen in % | +/- Gesamtstimmen ggü. 2003 in %-P |
| ------------------------ | ------------ | ---------------- | ------------------ | ---------------------------------- |
| Gertraud Goderbauer      | CSU          | 39,5             | 41,7               | - 20,2                             |
| Ruth Müller              | SPD          | 12,3             | 11,8               | - 2,0                              |
| Rosi Steinberger         | GRÜNE        | 9,6              | 9,8                | + 2,9                              |
| Hubert Aiwanger          | Freie Wähler | 19,7             | 18,3               | + 8,4                              |
| Dietrich von Gumppenberg | FDP          | 9,1              | 8,7                | + 6,8                              |
| Dieter Hübing            | REP          | 0,8              | 0,8                | - 0,8                              |
| Christian Thurmaier      | ödp          | 2,0              | 2,2                | - 0,5                              |
| Johann Fraunhofer        | BP           | 1,3              | 1,2                | - 0,1                              |
| Guido Hoyer              | LINKE        | 4,1              | 4,0                | + 4,0                              |
| Ingrid Hetz              | VIOLETTE     | 0,6              | 0,6                | + 0,6                              |
| Peter Haese              | NPD          | 0,9              | 1,0                | + 1,0                              |